# Kapan (Katmandu)
Kapan (nep. कपन) – gaun wikas samiti w środkowej części Nepalu w strefie Bagmati w dystrykcie Katmandu. Według nepalskiego spisu powszechnego z 2001 roku liczył on 3293 gospodarstw domowych i 15340 mieszkańców (7352 kobiet i 7988 mężczyzn).